# Río Diamantina
El río Diamantina (del inglés: Diamantina River) es un río de Australia que discurre por Queensland (Central West Queensland) y el norte de Australia del Sur. Nace al noroeste de Longreach, en la cordillera Swords, y fluye en dirección suroeste por el centro de Queensland y el Channel Country hasta formar el río Warburton en su confluencia con el río Georgina. En años muy húmedos, el río Warburton fluye hasta el lago Eyre. La longitud del río Diamantina es de aproximadamente 900 km y drena una cuenca de aproximadamente 157 000 km², de los cuales la mayoría (140 000 km²) se utiliza para la agricultura.
La mayor parte de la cuenca del Diamantina es muy llana y los puntos más altos en el noreste no llegan a los 500 m sobre el nivel del mar; incluso el propio lago Eyre está 16 m por debajo del nivel del mar. Aparte de algunos arroyos cerca de Winton (la ciudad más grande de la cuenca, con 980 hab. en 2006) casi todos los ríos en la cuenca fluyen hacia el suroeste hacia Birdsville. El río Diamantina no tiene un canal principal, sino que está formado por una serie de amplios canales relativamente poco profundos. Tiene tres afluentes principales: el río Western (ca. 140 km), el río Mayne (ca. 175 km) y el arroyo Farrars. El accidente más destacado en el río es el Parque Nacional Diamantina, a medio camino entre Winton y Birdsville. Aparte del parque nacional, casi toda la tierra de la cuenca se utiliza para el pastoreo de ganado y de ovejas, aunque el número de reses fluctúa mucho y requiere de considerable habilidad por parte de los ganaderos.
El río fue nombrado por William Landsborough en 1866 en honor de Lady Diamantina Bowen (nacida Roma), esposa de Sir George Ferguson Bowen, primer gobernador de Queensland.

## Medio Ambiente

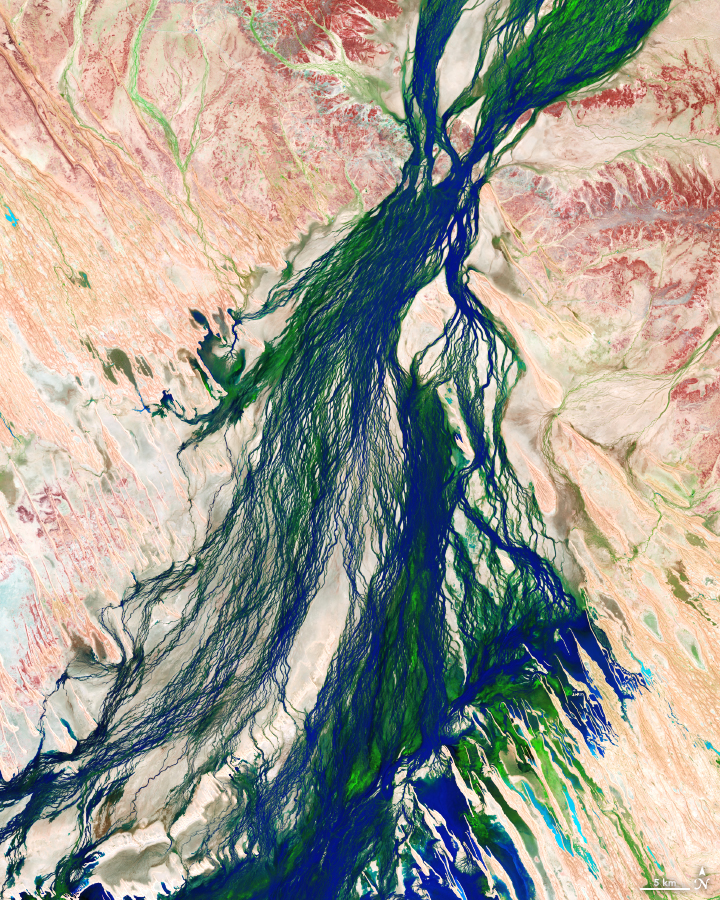
Río Diamantina

### Clima
El clima de la cuenca es cálido y árido. En enero, las temperaturas en toda la cuenca tienen una media de alrededor de 37 °C durante el día y disminuyen a sólo unos 24 °C por la noche. En invierno, suelen oscilar entre los 25 °C durante el día a los 11 °C en la noche. En ocasiones, sin embargo, se ha informado de heladas en todas las áreas de la cuenca: Winton ha registrado mínimas tan bajas como -1,8 °C .

#### Precipitaciones
Las precipitaciones se concentran entre diciembre y marzo: el promedio de estos cuatro meses va desde los 310 mm de Winton y Kynuna a alrededor de 90 mm en Birdsville. En el resto del año las precipitaciones son muy escasas y sólo en raras ocasiones más se reportan lluvias significativas: en la mayor parte de la cuenca el promedio total de lluvia entre mayo y septiembre es de alrededor de 40 mm. Sin embargo, la precipitación de la cuenca, al igual que toda la cuenca del lago Eyre, es sumamente errática y sequías e inundaciones catastrófica suelen ser el estado normal en toda esta región. En la parte norte de la cuenca, se han recogido precipitaciones anuales de hasta 1100 mm en 1894, 1950, 1974 y 2000, mientras que en Birdsville, solamente han sido de 550 mm totales anuales. Durante las inundaciones, el río puede llegar a tener una anchura de hasta 30 km.
En años secos (como 1902, 1905, 1928, 1961, 1965 o 2002), casi toda la cuenca informó de totales de 100 mm. También puede haber una variación significativa de estación en estación en áreas pequeñas: si bien los promedios anuales y la variabilidad de Winton y Kynuna son casi iguales, los totales reales en ambas estaciones puede diferir en hasta 200 mm en algunos años debido a la caída de lluvias aisladas muy intensas.

### Suelos
Los suelos de la región son principalmente vertisoles grises y marrones, con algunos fluvents en las zonas más secas. A pesar de que no tienen un alto contenido de fosfatos, sí tienen niveles adecuados de la mayoría de nutrientes y por ello, cuando las precipitaciones son abundantes, los pastos de la cuenca son muy nutritivos, especialmente en los tramos inferiores del río cerca de Birdsville, que es una región principal para el engorde de ganado en años en que las precipitaciones caídas más al norte son suficientes para inundar la región.

### Vida silvestre
Una superficie de 3400 km² de llanura de inundación de los tramos más bajos del Diamantina ha sido identificada por BirdLife International como un área importante para las aves (IBA, Important Bird Area), ya que se ha estimado que soportan, cuando están inundadas, por lo menos 450 000 aves acuáticas, así como un número significativo globalmente de la martinete de noche canela, espátula real, zarapito chico, avutarda australiana, amytis gris, corriol australiano, codorniz-tordo canela y melífago variado.